# Меридиан Ферро
Меридиан Ферро (Иерро) — меридиан, проходящий через остров Иерро (раньше Ферро), входящий в Канарский архипелаг в Атлантическом океане. Иерро является наиболее маленьким из семи основных в этой группе островов, а также самым западным и южным из них.
Впервые его использовал позднеэллинистический учёный Клавдий Птолемей (ок. 100 — ок. 170) в своём труде «География», где отказался от временных параметров в геодезии и установил систему координат, основанную на градусах. В ней в качестве начальной точки отсчёта для широт был выбран экватор, а для долгот ею стали «острова Фортуны» (Канарские), так как они в воззрениях античных авторов считались крайней западной точкой известного мира, Старого Света.

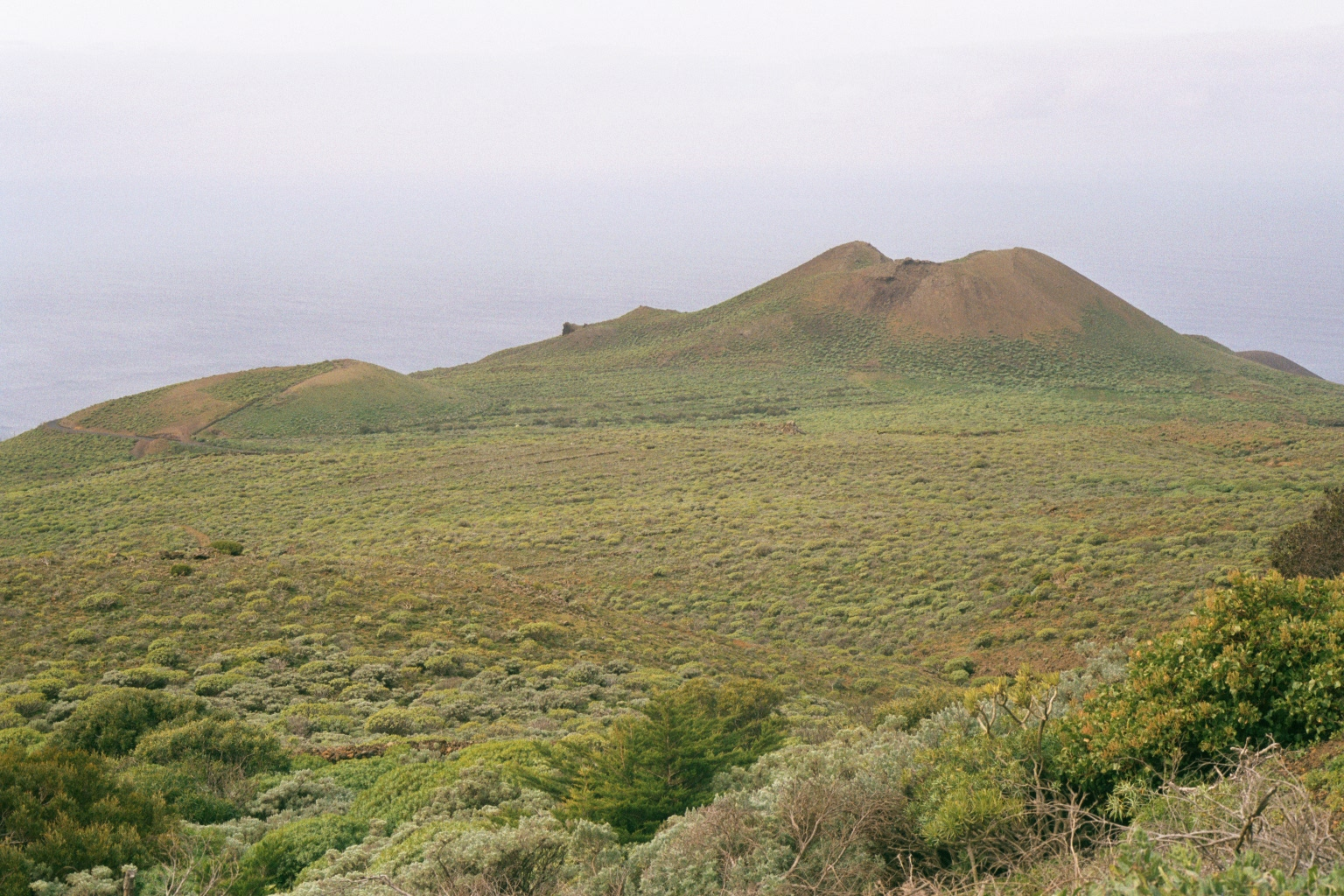
Западная оконечность острова Иерро

Высказывалось предположение, что Птолемей мог заимствовать идею начала градации по Канарским островам у древнегреческого географа, картографа и математика Марина Тирского. Французский географ Верден де ла Крен писал, что Птолемей мог избрать для начального меридиана свою родную Александрию Египетскую, но этого не сделал. Видимо это было вызвано тем, что он понимал, что таким «выбором он фактически не окажет никакой чести своей родине, что Рим и другие города могут также предъявить претензию на эту воображаемую честь, что каждый географ, каждый автор отчёта о путешествии, произвольно выбирая нулевой меридиан, лишь внесёт смятение или по меньшей мере недоумение в умы читателей…» Немецкий географ Карл Риттер предполагал, что точка отсчёта от Канарских островов появилась под финикийским влиянием.
До Международной меридианной конференции 1884 года меридиан Ферро широко использовался наряду с Парижским меридианом в качестве нулевого меридиана для отсчёта географических долгот. В апреле 1634 года во Франции кардинал Ришельё организовал конференцию европейских учёных для установления нулевого меридиана, который мог стать универсальным, панъевропейским. В качестве такого пункта решили принять Канарские острова, остановившись на западном берегу острова Ферро, самого западного из этого архипелага. Однако по ряду причин, в том числе политических, он не был принят всеми правительствами, конкурируя за этот статус с другими точками отсчёта. Согласно тогдашним вычислениям Париж находился ровно в 20° восточнее острова, так что реальные координаты вычислялись относительно Парижа. Позже было высчитано, что остров Ферро находится в 20°23’9″ к западу от Парижа, и понятие «меридиан Ферро» было переопределено так, чтобы Парижская обсерватория находилась в точности на 20° в. д.
Разница между долготой относительно о. Иерро и общепринятым сейчас Гринвичским меридианом составляет приблизительно 17°40′.